# Silvia Helene Henke
Silvia Helene Henke (* 27. November 1964 in Krefeld) ist eine deutsche Autorin.

## Werdegang
Nach  Ausbildungen zur Erzieherin und Industriekauffrau arbeitete sie in verschiedenen Jobs, bis sie 2001 eine Tätigkeit im CinemaxX Krefeld aufnahm. Während dieser Zeit entdeckte sie ihre Leidenschaft fürs Schreiben und widmete sich seitdem ihrem bevorzugten Genre der Vampirromane. Dadurch verbindet sie ihre Leidenschaften für Kino und Bücher und will das Kino in den Roman bringen.
Es entstand die Trilogie Das Rote Palais, eine moderne Liebesgeschichte um die Privatdetektivin Leyla Barth und dem Meistervampir Rudger von Hallen, in einem fiktiven Deutschland, das plant, den Vampirismus zu legalisieren. In einer aktionsgeladenen Erzählweise werden Liebesgeschichte, Krimi und Figuren aus der altgermanischen Sagenwelt miteinander verflochten.
Der erste Teil der Reihe, Die Totenwächterin, erschien 2008 im Sieben Verlag, es folgte Der Gottvampir im Jahr 2009. Im Juli 2010 erschien der abschließende Teil der Trilogie, Die Schattenpforte. 2011 erschien ihr Steampunk-Roman Electrica – Lord des Lichts.
Es folgten zwei Thriller über Deutschlands jüngste Bestatterin Zoe Lenz, Totenmaske und Menschenfischer, bei Droemer Knaur.
Henke ist verheiratet, hat zwei Söhne, und lebt mit ihrem Mann in Krefeld.

## Werke
- Das Rote Palais: Die Totenwächterin, 2008, ISBN 3-940235-22-9
- Das Rote Palais: Der Gottvampir, 2009, ISBN 3-940235-83-0
- Das Rote Palais: Die Schattenpforte, 2010, ISBN 3-941547-04-6
- Electrica – Lord des Lichts, 2011, ISBN 3-941547-37-2
- Totenmaske, 2013, ISBN 3-426226-32-4
- Menschenfischer, 2015, ISBN 3-426304-05-8